# 漢布勒山
67°40′S 49°29′E / 67.667°S 49.483°E
漢布勒山是南極洲的山峰，位於恩德比地，屬於拉加特山脈的一部分，海拔高度1,450米，是山脈的最高點，該山峰在1956年被澳大利亞探險隊發現，以莫森站的宇宙線物理學家命名。